# Thomas Frischknecht
Thomas Frischknecht (nascido em 17 de fevereiro de 1970) é um ex-ciclista suíço que competia no cross-country de mountain bike; ele também competia em corridas de ciclocross. Ele competiu em três Jogos Olímpicos consecutivos, começando em Atlanta 1996.